# NGC 56
NGC 56 es una entrada en el Nuevo Catálogo General, que se refiere a un cuerpo celeste inexistente, fue vista por John Herschel pero como un punto borroso y no se volvió a ver.
Se encuentra en la constelación de Piscis, tiene una asencion recta de 00h 16m 40s, una declinación de +12° 35' 11", tiene de época J2000.